# Casaforte La Tour de Valpelline
La casaforte La Tour de Valpelline, talvolta detta semplicemente La Tour, è una casaforte del comune di Valpelline, in Valle d'Aosta. Si trova al centro del paese, nella frazione Capoluogo, sulla stessa piazza su cui affacciano la chiesa parrocchiale e il Salone dell'Alpinismo.

## Storia
La data di costruzione della casaforte è incerta: per alcune fonti fu costruita nel X secolo secondo altre risalirebbe all'inizio del XII secolo. Prende il nome dai nobili La Tour de Valpelline (detti anche La Tour des Prés o de Valpellina), una famiglia di secondaria importanza tra i casati valdostani che però ebbe due membri di rilievo nel XIII secolo: Pietro di Pra, vescovo di Aosta nel decennio 1246-1256 e Rodolfo di Valpelline (Rodolphe de La Tour), vescovo della Diocesi di Sion, nel Canton Vallese, in Svizzera, tra il 1271 e il 1273.

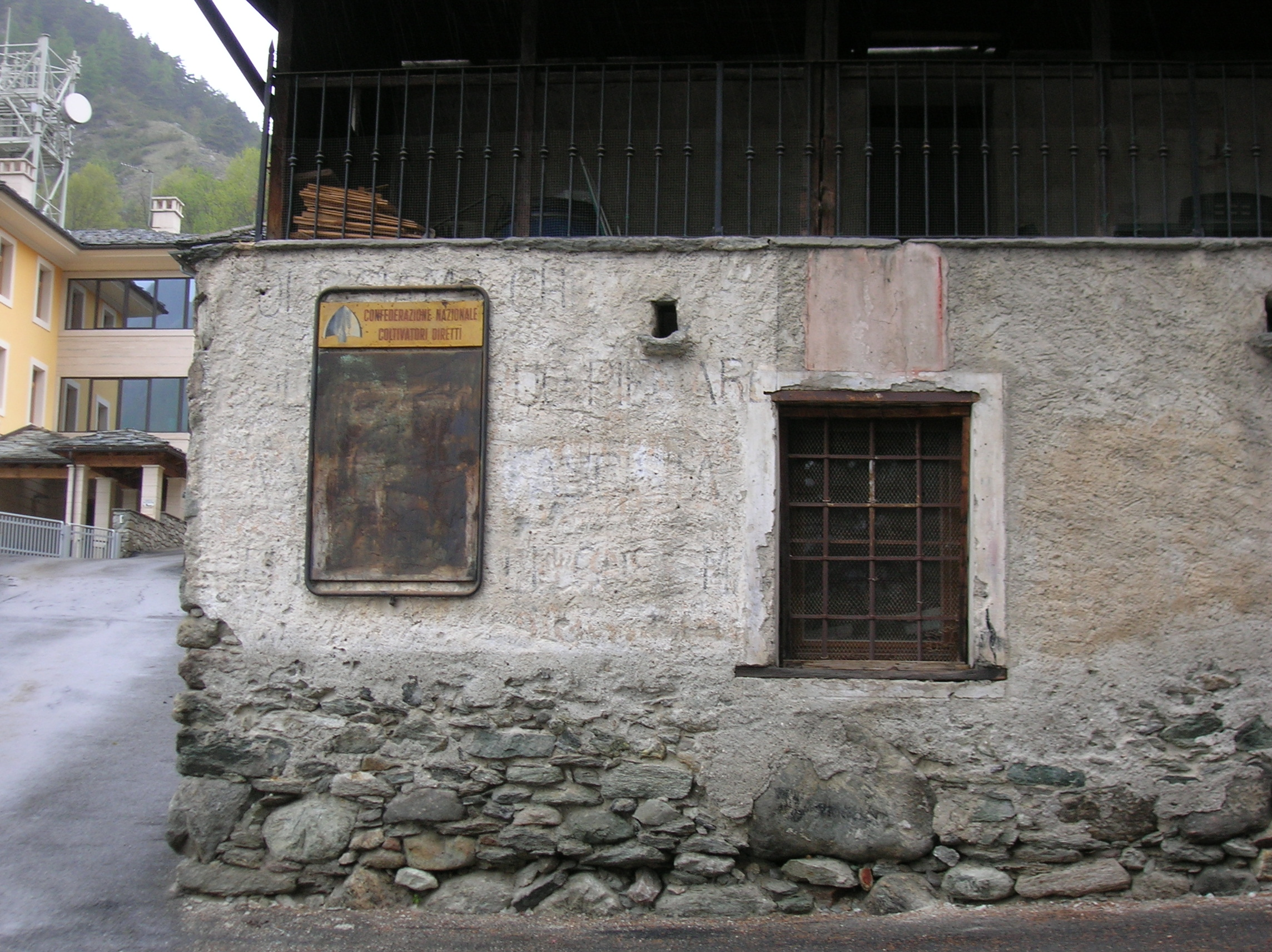
Dettaglio delle stratificazioni del tempo: una finestra a inferriate delle cantine, vari strati d'intonaco e una bacheca per le affissioni che cela una scritta sul muro della seconda guerra mondiale.

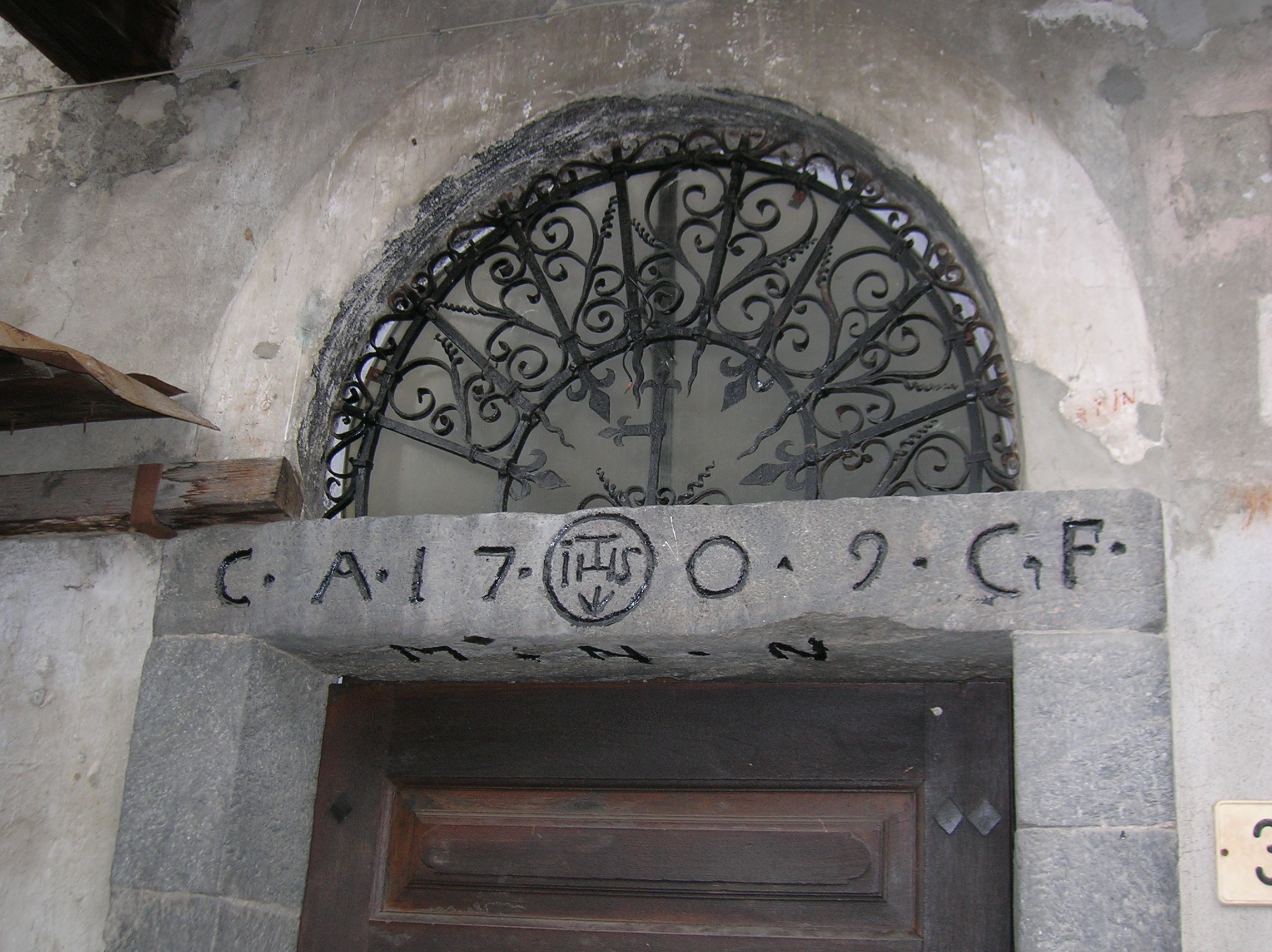
L'architrave della porta d'ingresso.

Secondo lo storico valdostano André Zanotto i La Tour de Valpelline vennero infeudati in parte del territorio di Valpelline dai signori di Quart e quindi ebbero qui la propria residenza. Altre fonti riportano che i primi proprietari furono i La Tour de Valpelline, mentre solo in seguito passò in mano ai signori di Quart che governarono il feudo fino all'arrivo dei Savoia.
Le fonti concordano sul fatto che all'estinzione della nobile famiglia di Quart, nel 1377, il feudo passò in mano ai Savoia e la casaforte prese il nome di Sala domini.
Nel Seicento il governo della comunità locale passò dai Savoia ai nobili Perrone di San Martino, famiglia di origine piemontese che giunse in Valle d'Aosta per dirigere lo sfruttamento delle miniere di rame di Ollomont., invece la casaforte, che già aveva perso il proprio scopo difensivo, tra il Quattrocento e l'Ottocento,  probabilmente a partire dal 1499, passò in mano alla confraternita dello Spirito Santo; bisognò attendere ancora qualche secolo prima che avvenisse il massiccio rimaneggiamento che portò la casaforte all'aspetto attuale, che avvenne all'inizio del XVIII secolo ad opera della famiglia Ansermin.

## Architettura
La casaforte è composta da sedici stanze ed un sottotetto e si sviluppa su tre piani e un pianterreno, a cui si aggiungono le sei cantine seminterrate che prendono luce sul lato meridionale della casaforte.

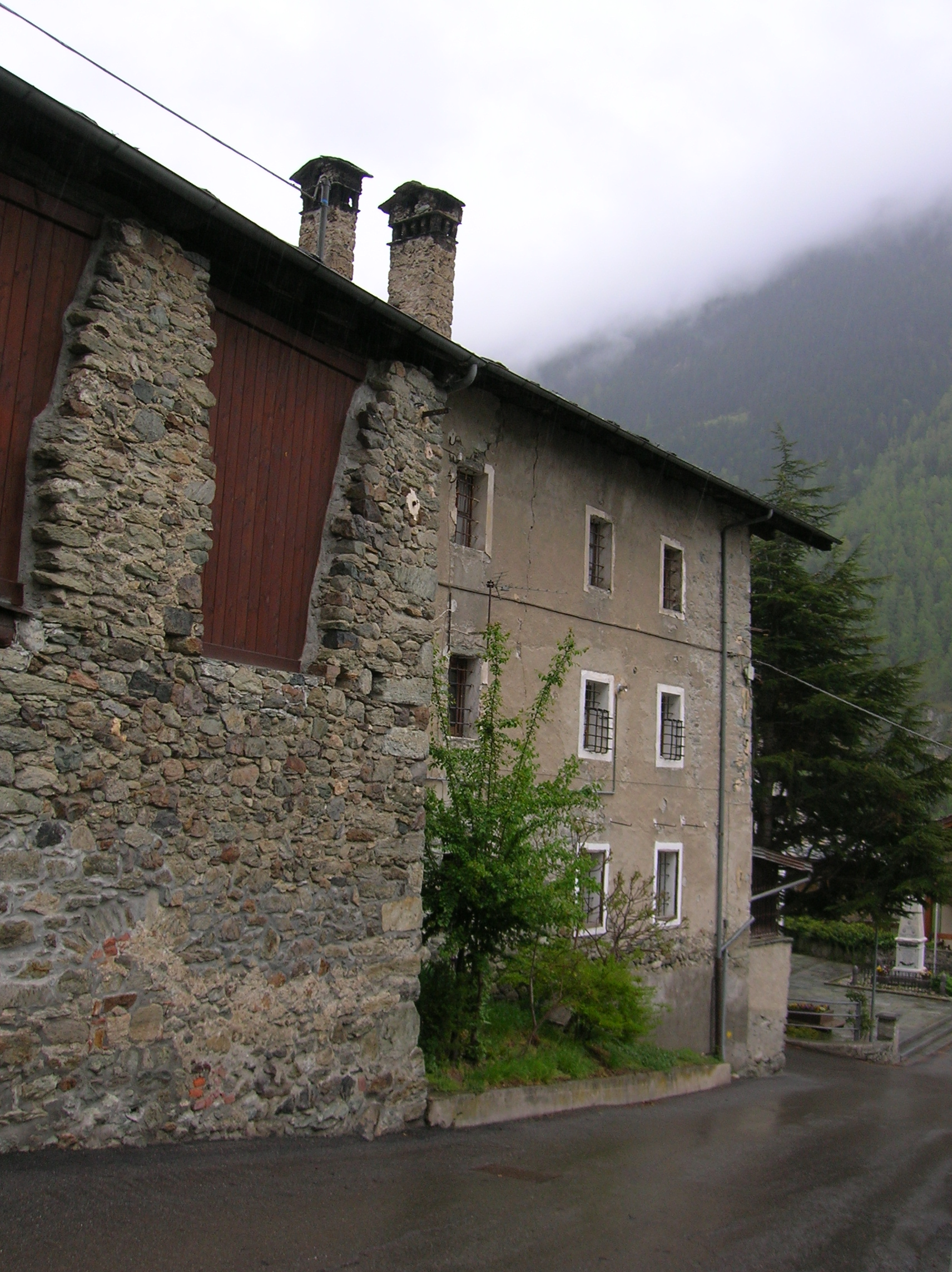
Il muro laterale occidentale.

La casaforte appare oggi come una costruzione popolare di inizio Settecento, come testimonia la facciata principale posta a sud, con i tipici balconi in legno e l'architrave della porta principale su cui è incisa la data "1709": tali rimaneggiamenti avvennero con il cambiamento delle necessità degli abitanti secondo i costumi dell'epoca: la funzione difensiva divenne irrilevante rispetto a quella abitativa-residenziale.
Ciò nonostante, l'antica funzione militare è ancora leggibile nella struttura massiccia a pianta quadrata, a ricordo del mastio, e nelle mura perimetrali medievali delle facciate est e ovest.
Sul lato nord dell'edificio, invece, trovano posto un deposito per la legna e,  nel seminterrato, l'ex-deposito degli attrezzi agricoli.
Durante il Medioevo, i proprietari adibirono parte dei locali della casaforte a uso civile: vi trovavano posto un granaio, la scuderia e il tribunale.
Una leggenda vuole che nelle cantine, dette l'enfeur (traducibile sia come piano inferiore che come gli inferi o l'inferno) e adibite a prigione, si ritrovarono resti umani e ceppi per i condannati.